# Rosendo de la Lastra y Gordillo
Rosendo Isauro de la Lastra y Gordillo (Córdoba, 5 de mayo de 1856 - Paraná, 3 de julio de 1909) fue un sacerdote católico argentino, que ejerció como obispo de Paraná entre 1898 y su fallecimiento.

## Biografía
Hijo de Isauro de la Lastra y de Azucena Gordillo Ocampo, estudió en el seminario de la ciudad de Córdoba y en la Universidad de la misma ciudad, doctorándose en teología en octubre de 1880 y ordenándose presbítero al año siguiente. Fue profesor de física y química en el seminario conciliar antes de ser designado capellán del Hospital San Roque y del Colegio del Huerto. Fue también secretario del obispo Fray Mamerto Esquiú y de su sucesor, Reginaldo Toro, a quien acompañó en su viaje al Concilio Latinoamericano de Roma en 1892.
El 20 de noviembre de ese año de 1892 fue nombrado obispo titular de Miletópolis y auxiliar de Córdoba; simultáneamente, también se nombraba obispo auxiliar de la misma diócesis de Córdoba a Uladislao Castellano; ambos fueron consagrados obispos en noviembre de 1892. Mientras Castellano se encargaba de la zona sur de la provincia, la llamada '"pampa gringa", con sede en Río Cuarto, Lastra fue nombrado vicario para la provincia de La Rioja. Recorrió la totalidad de la provincia a lomo de mula, y la tradición dejó registrado que visitó cada parroquia al menos dos veces. Era especialmente conocido en Chilecito, ya que su madre era originaria de esa localidad, y había donado el terreno para la iglesia parroquial.
Tuvo una actuación destacada en ocasión del terremoto que destruyó la mayor parte de la ciudad de La Rioja el 27 de octubre de 1894. La Iglesia Mayor de la ciudad, la de San Francisco y la Iglesia de San Nicolás en construcción quedaron completamente destruidas. Lastra se apresuró a concentrar todos los oficios en la única iglesia que había quedado en pie, la de Santo Domingo, y habilitando una capilla en un pequeño quiosco en el centro de la plaza de la ciudad. El Colegio de las Hermanas Esclavas del Corazón de Jesús también quedó destruido, pero Lastra consiguió una casa particular donde las monjas sobrevivientes pudieran continuar la educación de las niñas.
En febrero de 1898, el papa León XIII lo nombró obispo de Paraná, diócesis de la que se acababa de separar la diócesis de Santa Fe, pero aún incluía la Provincia de Corrientes y el Territorio Nacional de Misiones. Tomó posesión de su cargo a fines de febrero. En la provincia de Entre Ríos debió lidiar con la escasez de clero y de instalaciones parroquiales en un territorio en acelerado crecimiento; fundó varias parroquias y capellanías, las primeras en las actuales cabeceras de departamento de la provincia, y las segundas en las numerosas colonias agrícolas de la provincia. En Corrientes el problema más serio era la pobreza generalizada, que sólo permitió algunos adelantos en la capital y en la villa de Goya. Misiones era un caso aún más complejo, ya que allí existía únicamente una villa, la actual Posadas y el resto del territorio era casi inaccesible; por ello encomendó la misión de esa región a los Misioneros del Verbo Divino.
En agosto de 1899 fundó la Abadía del Niño Dios en la ciudad de Victoria (Entre Ríos); ante la negativa del gobierno a autorizar una orden contemplativa, debió abrirse una escuela agrotécnica como destino complementario de la abadía.
Tras obtener la autorización papal, el 16 de julio de 1900 coronó la imagen de la Virgen de Itatí en el atrio de la basílica de Itatí. La corona y gran cantidad de joyas de la basílica fueron robadas una noche de noviembre de 1902, y ante la falta de progreso en las investigaciones, la población culpó a los franciscanos que la custodiaban y al propio obispo. Éste debió confiar el cuidado de la basílica a los monjes de la abadía de Victoria para acallar las acusaciones, cosa que sólo logró cuando —en marzo de 1905— la corona de la Virgen fue encontrada a orillas del río Paraná, en la costa paraguaya frente a Itatí. La misma fue secuestrada por la justicia hasta terminar las averiguaciones sobre los presuntos ladrones, que nunca fueron identificados. Finalmente, el 25 de marzo de 1908, el obispo Lastra volvió a coronar a la Virgen de Itatí.
El mismo año de 1900 inició la publicación del Boletín Eclesiástico de la Diócesis de Paraná. Como había hecho en su vicaría riojana, dedicó gran parte de su ministerio a visitar las parroquias y capillas de su diócesis.
En 1908 renunció a su cargo por razones de salud, pero continuó ejerciendo las funciones de obispo por falta de un sucesor. Falleció en la ciudad de Paraná el 3 de julio de 1909.
Así como a la muerte de su antecesor la diócesis de Paraná se había desgajado desprendiéndose de la de Santa Fe, a la muerte del obispo Lastra fue creada la diócesis de Corrientes, incluyendo a Misiones, de modo que su sucesor, monseñor Abel Bazán, fue obispo únicamente de la provincia de Entre Ríos.